# Emmanuel Matadi
Emmanuel Matadi (ur. 15 kwietnia 1991 w Monrovii) – liberyjski lekkoatleta specjalizujący się w biegach sprinterskich.
Brązowy medalista mistrzostw Afryki w biegu na 200 metrów (2016). W tym samym roku reprezentował Liberię na igrzyskach olimpijskich w Rio de Janeiro, podczas których odpadł w eliminacjach biegów na 100 i 200 metrów.

## Osiągnięcia
| Rok  | Impreza                   | Miejsce        | Konkurencja             | Lokata     | Wynik  |
| ---- | ------------------------- | -------------- | ----------------------- | ---------- | ------ |
| 2016 | Mistrzostwa Afryki        | Durban         | bieg na 100 metrów      | 5. miejsce | 10,24w |
| 2016 | Mistrzostwa Afryki        | Durban         | bieg na 200 metrów      | 3. miejsce | 20,55  |
| 2016 | Igrzyska olimpijskie      | Rio de Janeiro | bieg na 100 metrów      | eliminacje | 10,31  |
| 2016 | Igrzyska olimpijskie      | Rio de Janeiro | bieg na 200 metrów      | eliminacje | 20,49  |
| 2017 | Mistrzostwa świata        | Londyn         | bieg na 100 metrów      | półfinał   | 10,20  |
| 2019 | Mistrzostwa świata        | Doha           | bieg na 100 metrów      | półfinał   | 10,28  |
| 2021 | Igrzyska olimpijskie      | Tokio          | bieg na 100 metrów      | eliminacje | 10,25  |
| 2021 | Igrzyska olimpijskie      | Tokio          | bieg na 200 metrów      | eliminacje | DNS    |
| 2022 | Mistrzostwa Afryki        | Saint-Pierre   | bieg na 100 metrów      | 6. miejsce | 10,08  |
| 2022 | Mistrzostwa Afryki        | Saint-Pierre   | bieg na 200 metrów      | półfinał   | DNF    |
| 2022 | Mistrzostwa świata        | Eugene         | bieg na 100 metrów      | półfinał   | 10,12  |
| 2023 | Mistrzostwa świata        | Budapeszt      | bieg na 100 metrów      | półfinał   | 10,04  |
| 2024 | Halowe mistrzostwa świata | Glasgow        | bieg na 60 metrów       | półfinał   | 6,58   |
| 2024 | Igrzyska afrykańskie      | Akra           | sztafeta 4 × 100 metrów | 3. miejsce | 38,73  |
| 2024 | World Athletics Relays    | Nassau         | sztafeta 4 × 100 metrów | repasaże   | 38,65  |
| 2024 | Mistrzostwa Afryki        | Duala          | sztafeta 4 × 100 metrów | eliminacje | 40,00  |
| 2024 | Igrzyska olimpijskie      | Paryż          | bieg na 100 metrów      | półfinał   | 10,18  |
| 2024 | Igrzyska olimpijskie      | Paryż          | sztafeta 4 × 100 metrów | eliminacje | 38,97  |

## Rekordy życiowe
- Bieg na 60 metrów (hala) – 6,52 (2022) rekord Liberii
- Bieg na 100 metrów – 9,91 (2024) rekord Liberii
- Bieg na 200 metrów (stadion) – 20,07 (2023)
- Bieg na 200 metrów (hala) – 21,13 (2016)

5 maja 2024 w Nassau Matadi biegł na ostatniej zmianie liberyjskiej sztafety 4 × 100 metrów, która wynikiem 38,65 ustanowiła aktualny rekord kraju w tej konkurencji.